# Adolf Mans
Adolf Mans (* 6. März 1901 in Erfurt; † 1972) war ein deutscher politischer Häftling des KZ Buchenwald und Mitarbeiter der Nationalen Mahn- und Gedenkstätte (NMG) Buchenwald.

## Lebensdaten
Mans kam im Jahre 1937 als Schutzhäftling mit der Häftlingsnummer 925 in das KZ Buchenwald, wo er bis zum 12. November 1940 interniert war. Als Vorarbeiter in der Maurerkolonne unter dem Kapo Robert Siewert setzte er sich für jüdische Mithäftlinge ein. Während des Zweiten Weltkriegs kämpfte er in den Reihen der griechischen Partisanenbewegung.
Nach der Befreiung von der NS-Herrschaft 1945 führte er Besuchergruppen in der Nationalen Mahn- und Gedenkstätte Buchenwald. Mans war Erfurter Stadtverordneter. 